# Еміль Вельті
Фрідріх Еміль Вельті (нім. Friedrich Emil Welti; нар. 23 квітня 1825, Цурцах — пом. 24 лютого 1899, Берн), відомий як Еміль Вельті — швейцарський політик, юрист і суддя. У 1856—1866 роках входив до уряду кантону Ааргау, з 1857 року також був членом Ради кантонів. У 1867 році його обрали до Федеральної ради як представника ліберального центру (однієї з попередниць сучасної ВДП). Вельті належав до найвпливовіших швейцарських політиків своєї епохи: він уніфікував армію, відіграв ключову роль у підготовці нової федеральної конституції 1874 року та сприяв політичному схваленню Готтардської залізниці. Після невдалої спроби націоналізації головних приватних залізниць у 1891 році він пішов у відставку. Загалом шість разів обіймав посаду федерального президента.

## Біографія

### Родина, навчання та професія
Він був найстаршим із дев'яти дітей у відомій політичній родині. Його батько Якоб Вельті був членом муніципальної ради Цурцаха, депутатом Великої ради та головним суддею, а його дід Авраам Вельті — членом Національних зборів Гельветійської республіки та Консульти. Після навчання у громадській та середній школі в Цурцаху Вельті відвідував з 1840 по 1844 рік кантональну школу в Аарау. Там він завжди був першим у класі та членом студентського товариства KTV Aarau. Разом зі своїм шкільним другом Самуелем Вільді він вивчав юриспруденцію з 1844 по 1847 рік в Єнському університеті імені Фрідріха Шиллера та Берлінському університеті імені Фрідріха Вільгельма. Особливий вплив на нього справив Фрідріх Шеллінг. У 1844 році у Єні він вступив до братства Армінія на Бургкеллері.
На прохання батька Вельті відмовився від академічної кар'єри й натомість здобув адвокатську ліцензію. У листопаді 1847 року він брав участь у Зондербундській війні, хоча його підрозділ не був залучений до бойових дій. Після цього працював актуарієм слідчої комісії проти військової ради Зондербунду. Він почав адвокатську практику й у 1852—1856 роках був президентом окружного суду Цурцаха. У 1853 році він одружився з Кароліною Ґросс, дочкою цурцахського муніципального радника. Подружжя мало двох дітей: Луїзу Матильду та Фрідріха Еміля Вельті, майбутнього чоловіка Лідії Ешер, дочки Альфреда Ешера.

### На кантональних і федеральних посадах
Як і його батько, у 1856 році Вельті був обраний до Великої ради кантону Ааргау. Того ж року його обрали до уряду кантону. У перші шість років на посаді він очолював Дирекцію юстиції. У цей період були запроваджені новий Кримінальний кодекс і Кримінально-процесуальний кодекс, а також збудована в'язниця Ленцбург, яка на той час вважалася зразковою. Двох своїх вимог він однак не зміг реалізувати — впровадження цивільного шлюбу та зрівняння євреїв у правах в Ааргау. У 1863—1866 роках Вельті очолював Департамент освіти. Спершу він підвищив зарплати вчителям, а згодом створив новий шкільний закон, що набув чинності у 1865 році й у своїх основах залишався чинним до 1941 року. У 1858, 1862 та 1866 роках він обіймав посаду ландамана. Будучи прихильником представницької демократії, він виступав проти демократичного руху, що набирав силу, та його вимог щодо безпосередньої участі народу в ухваленні рішень.
У 1857 році Вельті був обраний Великою радою Ааргау до Ради кантонів і щорічно підтверджувався на цій посаді до 1866 року. Він одразу зайняв провідну роль і висловлювався з багатьох важливих питань, таких як торговельний договір із Францією та будівництво альпійської залізничної транзитної лінії. У 1860 та 1866 роках він був президентом Ради кантонів. У 1860 році Федеральна рада направила його як федерального комісара до Женеви для посередництва під час Савойської кризи. Після цього женевці надали йому почесне громадянство. У 1864 році йому знову довелося втрутитися в Женеві як посередник, коли після виборів до Державної ради там спалахнули заворушення. У 1867 році він отримав також почесне громадянство міста Аарау.
Поряд із політикою Вельті знаходив час і для занять історією права, зокрема для збирання та публікації ааргауських правових джерел. Разом з Августіном Келлером він у 1859 році заснував Історичне товариство кантону Ааргау. Для серії книг «Argovia», що видавалася товариством, він написав кілька об'ємних праць. У 1866 році за свої наукові заслуги він отримав почесний докторський ступінь Цюрихського університету.
Вельті довго вважався перспективним кандидатом до Федеральної ради. Лише через те, що у 1860 році він прямо відмовився від обрання, його земляк з Ааргау, федеральний радник Фрідріх Фрай-Ерозе, залишився на посаді. Три роки потому останній утримався з невеликою перевагою голосів. Коли Фрай-Ерозе оголосив про свій відхід наприкінці 1866 року, Вельті став беззаперечним фаворитом на його місце. Як прихильник централізованої держави він мав підтримку лівого крила, радикалів. Також він міг розраховувати на голоси помірковано-ліберальних представників економіки довкола «залізничного короля» Альфреда Ешера, оскільки був рішучим прихильником Готтардської залізниці. Під час виборів п'ятого члена уряду 8 грудня 1866 року Вельті отримав у першому турі 103 голоси зі 159. Вільгельм Матіас Нефф та Самуель Шварц набрали відповідно 24 і 18 голосів, ще 14 голосів розподілилися між іншими кандидатами.

### У Федеральній раді

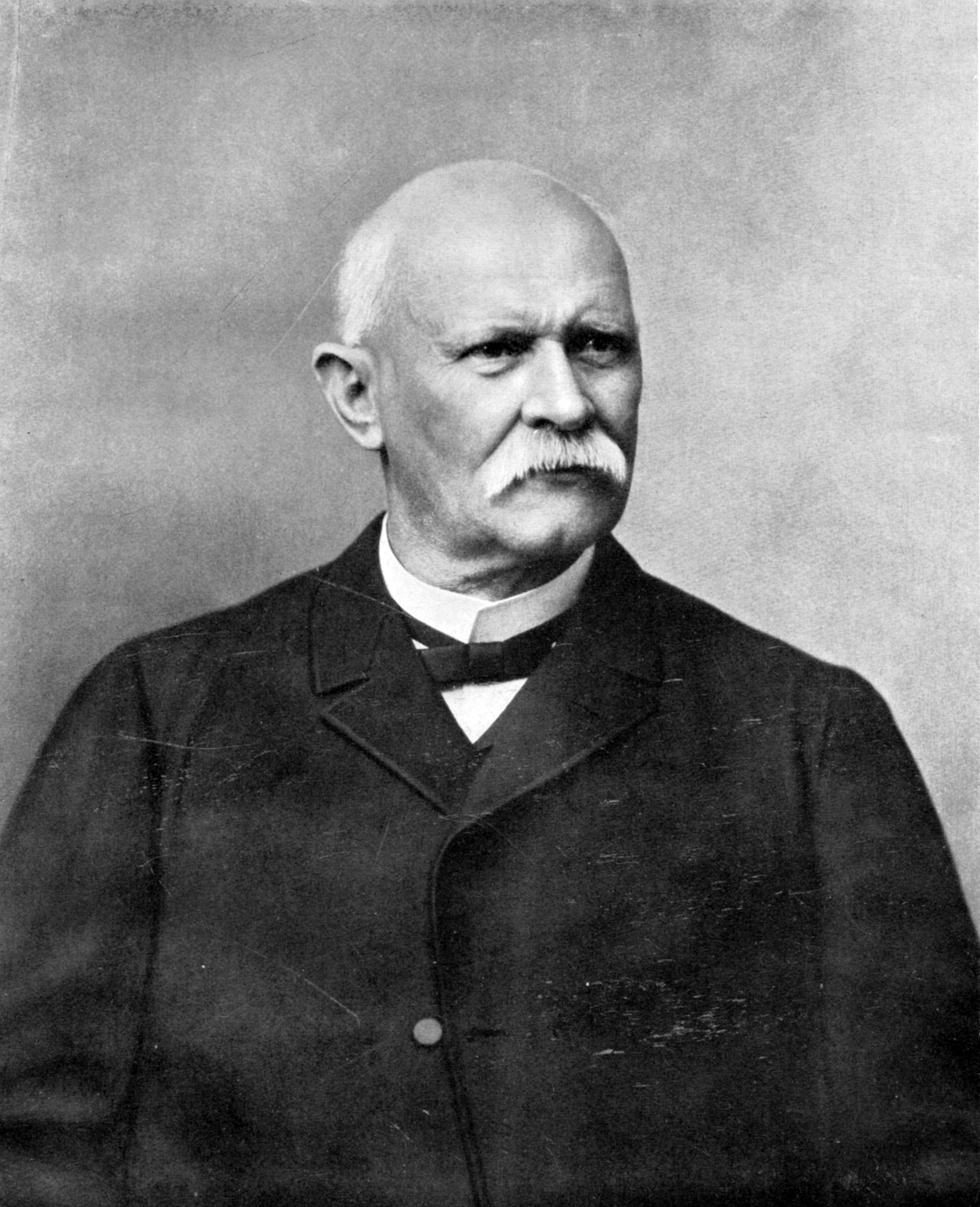
Світлина бл. 1870

1 січня 1867 року Вельті розпочав виконання нових обов'язків. Від самого початку він належав до найвпливовіших постатей у виконавчій владі країни. Протягом 24 років перебування на посаді він очолював чотири різні департаменти: військовий департамент (1867—1868, 1870—1871, 1873—1875), політичний департамент (1869, 1872, 1876, 1880, 1884), департамент пошти та залізниць (1877—1879, 1882—1883, 1885—1891) і департамент юстиції та поліції (1881). У 1869, 1872, 1876, 1880, 1884 та 1891 роках він обіймав посаду президента Швейцарії. Через свою зовнішність і німецькоорієнтовану позицію його називали «швейцарським Бісмарком».
Як міністр оборони, Вельті сприяв об'єднанню окремих кантональних військ в єдину швейцарську армію з уніфікованим озброєнням і підготовкою. Необхідність реформи стала особливо очевидною після французько-прусської війни 1871 року, коли з'ясувалося, що боєздатність армії була низькою, а також виникли суперечки щодо повноважень із генералом Гансом Герцогом. Вирішальним кроком стало, зокрема, озброєння солдатів гвинтівкою Феттерлі як уніфікованою штатною зброєю.
У дебатах щодо повної ревізії федеральної конституції Вельті відстоював централістську позицію. Так само він виступав за ще глибше відокремлення церкви від держави. З цієї причини він підтримав конфесійні виняткові статті, спрямовані переважно проти римо-католицької церкви. Розроблений за його активної участі проєкт конституції 1872 року зазнав поразки на референдумі з результатом 50,5 % голосів «проти». Відтак він був змушений піти на кілька федералістських компромісів, проте у прийнятій зрештою конституції 1874 року зміг реалізувати свою головну мету — уніфікацію права. У культуркампфі він здебільшого залишався осторонь і виконував посередницьку роль.
Залізнична політика була ще одним пріоритетом діяльності Вельті. У питанні про те, чи має запланована альпійська трансверсальна лінія пролягати через Готтард чи через Шплюген, він як представник Конфедерації не міг безпосередньо втрутитися, оскільки залізнична справа належала до компетенції кантонів і приватних компаній. Проте в переговорах йому вдалося переконати Італію та німецькі держави (передусім Пруссію) підтримати проєкт Готтардської залізниці й надати на нього субсидії. Крім того, він забезпечив для Конфедерації право наглядати й брати участь у прийнятті рішень, оскільки вважав цей проєкт національно важливим і не хотів залишати його виключно приватним інвесторам. Коли в 1878 році компанія Готтардської залізниці опинилася у фінансових труднощах і проєкту загрожувало зрив через зростання витрат, він, попри сильну опозицію, зміг домогтися в парламенті додаткових субсидій.
Вперше питання викупу приватних залізниць Конфедерацією обговорювалося наприкінці 1850-х років, але тоді воно зазнало невдачі через опір кола навколо Альфреда Ешера. Ще 1869 року Вельті вважав цей задум неможливим. Ситуація докорінно змінилася з настанням залізничної кризи після краху біржі 1873 року та наступної Довгої депресії. У Швейцарії особливий резонанс викликало банкрутство Національної залізниці. Відповідно до концесійних умов Конфедерація могла вперше скористатися своїм правом викупу лише в 1883 році. Вельті вважав, що активи залізничних компаній оцінені занадто високо, тому спершу підпорядкував їхнє фінансове управління федеральному нагляду. Він дотримувався стратегії поступового переведення окремих компаній у державну власність шляхом прямого придбання. Хоча переговори з Північно-Східною залізницею зазнали невдачі, 1890 року Конфедерація змогла придбати великий пакет акцій Юрсько-Сімплонської залізниці.

### Відставка та подальша діяльність
1891 року Вельті зміг укласти договір про викуп із Центральною залізницею, який був схвалений парламентом. Однак проти законопроєкту було ініційовано референдум, і 6 грудня 1891 року викуп у народному голосуванні було чітко відхилено двома третинами голосів. Того ж дня Вельті оголосив про свою відставку з кінця року. Парламент намагався відмовити його від цього кроку, але 17 грудня зрештою прийняв його заяву. Родинна трагедія затьмарила останні тижні перебування Вельті на посаді: 12 грудня його невістка Лідія Вельті-Ешер вчинила самогубство після того, як роком раніше він домігся її примусового поміщення до психіатричної лікарні в Римі через її стосунки з художником Карлом Штауффером-Берном.
У політиці Вельті більше не обіймав посад, але за дорученням Федеральної ради брав участь у переговорах із різних торговельних та залізничних питань. Він присвятив себе науковим дослідженням і час від часу викладав у Бернській міській гімназії. 1898 року він ще застав, як його наступнику Йозефу Цемпу вдалося здійснити націоналізацію головних приватних залізниць. У 73 роки Вельті помер від наслідків струсу мозку та пневмонії.
1902 року в парку біля будівлі Великої ради Ааргау в Аарау було відкрито пам'ятник Емілю Вельті роботи Ганса Якоба Графа, а мармуровий бюст Вельті встановлений біля вокзалу Бад-Цурцаха.

## Праці
- Welti, Emil (1860). Stadtbuch von Baden. Anno 1384. Argovia  (нім.). Т. 1.
- Welti, Emil (1861). Richtung des Freiamtes und Hofrecht von Lunkhofen. Argovia  (нім.). Т. 2.
- Welti, Emil (1862). Urbar der Stadt Baden. Argovia  (нім.). Т. 3.
- Welti, Emil (1862). Die eidgenössischen Abschiede des aargauischen Staatsarchives. Argovia  (нім.). Т. 3.
- Welti, Emil (1864). 33 Aargauer Offnungen. Argovia  (нім.). Т. 4.